# Julia Creek
Julia Creek – miasto w Australii, w stanie Queensland.